# Самбек (село)
Самбек — село, адміністративний центр Самбецького сільського поселення Неклинівського району Ростовської області.
Населення — 2307 осіб (2010 рік).

## Історія
За переказами, першими на місці майбутнього поселення зупинилися дві сім'ї селян-утікачів. «І стояли їхні сім'ї з п'яти душ господарів, їх баб і детяті. Загалом, у господарстві мали вони козу та вола. І халупи кам'яні поставили вони там, де річка, розвернувшись, зміцнювалася напрямки до моря». Вперше документально хутір згадано у 1690 році. У період цього часу, розбитий військами турецького султана під Азовом Петро I з військом по незнайомій річці на північ. В хуторі Совєтка, в 25 верстах від гирла річки, відбулася військова рада, на якому Петро говорив: «Йдемо на річку Ворону, будемо будувати кораблі, побудуємо канал, виллємо гармати, річкою, де я сам біг, спустимося на море, розіб'ємо турків, у що б то не стало. На цій же річці, де йде тракт, у малого хутора я бачив поклади каменю. Візьмемо його і побудуємо фортецю Таганий Ріг». Турки у 1698 році були вигнані до Криму. Камінь — черепашник з правого берега річки кріпаки, картожани, солдати ремісники вантажили на баржі, і він доставлявся на мис Таганий Ріг, де й була побудована фортеця. А з легких слів Петра I хутір і річка в народі і назвався Сам біг (Самбек).
На рубежі XVIII сторіччя, тут, потім пролягла стовпова дорога з Дмитро-Ростовської фортеці га Таганріг й далі через річку Міус в урочище Коров'ячий Брід. Біля переправи через річку Самбек перебували поштова станція й хутір на правому березі, що був заселений казенними селянами. Хутір називався Самбек — Кам'яний міст. Через річку тоді був кам'яний міст з трьома арками. У той час у Самбеці налічувалося 30 дворів, але вже 1858 року, через 60 років, було в ньому 162 двори з населенням 1133 осіб. У 1861 році тут була побудована церква в ім'я Преображення Господнього". З цього часу село стали називати Преображенським. Пізніше так називали і волость, де входили хутори Варенівка й Курлацьке, а село Самбек стало її волосним центром.
На початку російсько-турецької війни перший комендант Таганрізької фортеці Дежодерас мав при впадінні річки Самбек у море хутір й рибний завод. З грамоти від 10 квітня 1771 року відомо, що він дозволяв купцям та іншого звання людям ловити рибу на «Самбецькій косі», за що з кожного завезення і невода взято було в його хутір, що стоїть на річці Самбек, на все літо по одному працівнику і по парі волів. Річка Самбек була спірною через рибну ловлю між військом Донським й комендантом Таганрозької фортеці, що призвело до заборони урядом рибної ловлі обом сторонам.
На картах кінця XVIII сторіччя на цій території вказані на правій стороні гирла під обривом — шинок, а вище — два рибних заводи. На іншій карті, в тому місці, де нині розташовані залишки колишньої середньовічної круглої фортеці «канатний завод майора Фурсова», на захід до Волової балки — хутори без назв.
Крім головного тракту була тут ще й інша дорога, що проходила недалеко від берегів Озівського моря й Мертвого Дінця через Варенівку. Обидві дороги були прокладені ще за Петра I, коли будувалося місто Таганріг.
У 1771 році Самбек проїжджав майбутній вождь селянської війни Омелян Пугачов, а також вчені Петербурзької академії наук.
6 червня 1820 року Самбек проїжджав Олександр Пушкін.
До 1859 році вже налічувалося 162 двори з населенням в 1133 людини.
У 1861 році у Самбеці побудована церква В ім'я Преображення Господнього, з цього часу Самбек називали Преображеським.
В липні 1875 разом з сестрами, братами й матір'ю в Самбеке робив зупинку Антін Чехов. Ця дорога і степ описані ним у повістях «Степ» й «Вогні».
Околиці села стали місцями запеклих боїв між «червоними» і «білими». На початку конфлікту тут були зосереджені загін білогвардійців у складі 300 чоловік й 2 гармат. Самбек кілька разів переходив з рук у руки.
Радянський період історії Самбека розпочався 9 січня 1920 року, коли РСЧА змусило білогвардійців бігти з Самбеку й Курлацького. Конфлікт забрав життя понад 500 людей.
За підсумками перепису 1920 року, населення склало 3014 осіб.
Німецькі війська займали Самбек двічі: восени 1941 року й влітку 1942 року. Звільнення формально почалася з наступу на Міус-фронті 18 серпня 1943 року, остаточно Самбек було звільнений 30 серпня. З Самбека й Курлацького на фронт пішло 1130, а повернулося 350 осіб.

## Вулична мережа
| - вул. Берегова, - вул. Благодатна, - вул. Вишнева, - вул. Східна, - вул. Західна, - вул. Колгоспна, - вул. Кооперативна, | - вул. Червоноармійська, - вул. Молодіжна, - вул. Морська, - вул. Першотравнева, - вул. Підгірна, - вул. Степова, - вул. Технічна, | - вул. Центральна, - пров. Веселий - пров. Шкільний - пров. Клубний - пров. Мирний - пров. Північний |

## Відомі жителі
- Бондаренко, Михайло Маркович (1905—1938) — радянський державний і партійний працівник, другий секретар міськкому ВКП(б) Таганрога.
- Мещеряков, Михайло Григорович (1910—1994) — радянський і російський фізик, організатор науки, видатна фігура Атомного проекту.
- Петляков, Володимир Михайлович (1891—1942) — радянський авіаконструктор.
- Сарьян, Мартірос Сергійович (1880—1972) — радянський художник. Дитинство художника пройшло в Самбеке.